# Френк Найджел Геппер
Френк На́йджел Ге́ппер (англ. Frank Nigel Hepper; 1929–2013) — британський ботанік-систематик та флорист, член Лондонського Ліннеївського товариства.

## Біографія
Френк Найджел Геппер народився 13 березня 1929 року у Лідсі. Під час Другої світової війни сім'я Геппер переїхала у Камбрію, де вони й раніше займалися фермерським господарством. Після закінчення війни Найджел Геппер навчався в Лідський граматичної школі, згодом — у Кінгс-коледжі, що був тоді частиною Даремського університету, закінчив його зі ступенем з ботаніки.
З 1950 року Геппер працював систематиком у гербарії Королівських ботанічних садів в К'ю. Незабаром він разом з Рональдом Кі взявся за роботу над переробкою монографії Flora of West Tropical Africa, закінчену до 1972 року. Найджел неодноразово їздив у експедиції в Африку, а також у Ємен та на Шрі-Ланку.
З 1959 року Геппер був одружений з Гелен Морріш, з якою у нього народилося троє синів.
У 1986 році Найджел Геппер ініціював організацію Проекту з генетичних ресурсів тропічного лісу в ботанічному саду в Вікторії (нині — Лімбе, Камерун). В 1989 році він був удостоєний Медалі К'ю.
Френк Найджел Геппер помер 16 травня 2013 року.

## Окремі наукові публікації
- Hepper, F.N. Kew: Royal Botanic Gardens: gardens for science & pleasure. — Owings Mills, Md., 1982. — 194 p.
- Hepper, F.N. Planting a Bible garden. — London, 1987. — 102 p.
- Hulton, P.; Hepper, F.N.; Friis, I. Luigi Balugani's drawings of African plants. — New Haven, Conn. & Rotterdam — 140 p., [192] pl.
- Hepper, F.N. Illustrated encyclopedia of Bible plants. — Leicester, England & Grand Rapids, Mich. — 192 p.

## Види рослин, названі на честь Ф.Н.Геппера
- Cercestis hepperi Jongkind, 2010
- Crepidorhopalon hepperi Eb.Fisch., 1990
- Cyanotis hepperi Brenan, 1968
- Dalbergia hepperi Jongkind, 2007
- Justicia hepperi Heine, 1962
- Sesbania hepperi J.B.Gillett, 1963
- Spermacoce hepperiana Verdc., 1975, nom. nov.